# Waldemar von Knoeringen

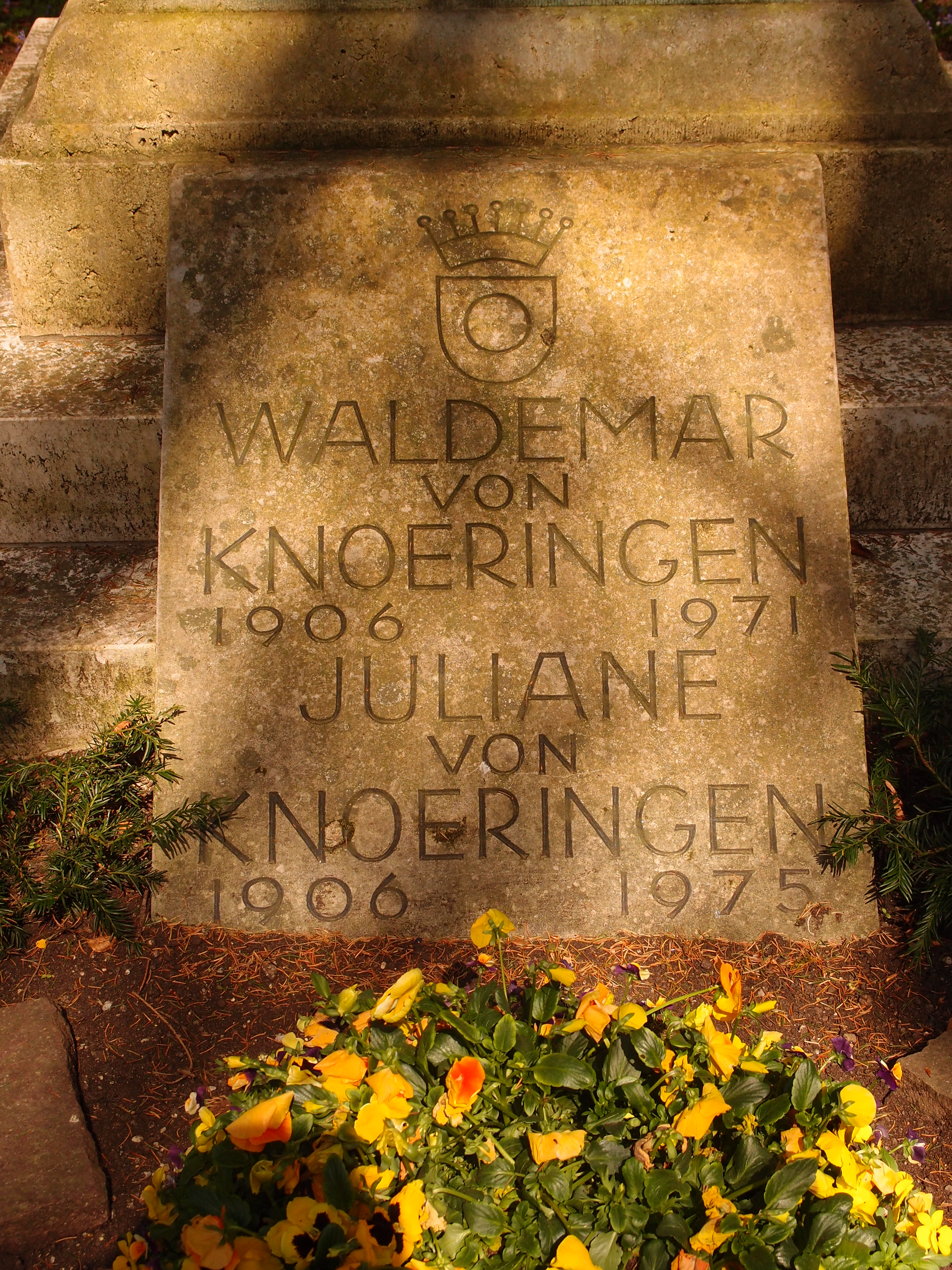
Detail des Grabes von Waldemar von Knoeringen auf dem Waldfriedhof in München

Waldemar Freiherr von Knoeringen (* 6. Oktober 1906 in Rechetsberg; † 2. Juli 1971 in Bernried am Starnberger See) war ein deutscher Politiker (SPD). Er war im Widerstand gegen den Nationalsozialismus aktiv und maßgeblich am Wiederaufbau der SPD in Bayern nach 1945 beteiligt.

## Leben
Waldemar von Knoeringen entstammte dem Adelsgeschlecht von Knoeringen, dessen Stammsitz, Schloss Unterknöringen, heute zur Stadt Burgau in Schwaben gehört. Sein Vater Clemens von Knoeringen verdingte sich einige Jahre als Soldat in Kiautschou, bevor er das Gut Rechetsberg bei Huglfing erwarb. Seine Mutter Magdalena Schuster war die Tochter eines Bamberger Apothekers. 1907 verkauften seine Eltern das Gut Rechetsberg und zogen nach Rosenheim; der Vater war zunächst als Verwalter von Schloss Wallenburg bei Miesbach tätig, ab 1912 war er Sekretär des Christlichen Bauernvereins in Rosenheim. In Rosenheim besuchte Waldemar von Knoeringen das Königlich-Humanistische Gymnasium (heute Ignaz-Günther-Gymnasium), wechselte dann in die Handelsschule und begann 1919 eine Lehre bei der Allgemeinen Ortskrankenkasse. 1926 trat der Kanzlei-Assistent Waldemar von Knoeringen in die SPD ein und übernahm nach seiner Übersiedelung nach München leitende Funktionen in der Sozialistischen Arbeiterjugend (SAJ). Für ihn verkörperte nur diese Partei die Verbindung von Gerechtigkeit und Freiheit. Da zu dieser Zeit Reichsfreiherren nur selten Sozialdemokraten wurden, erhielt er den Beinamen Der Rote Baron. 1933 sogar zum bewaffneten Widerstand gegen den Nationalsozialismus bereit, floh Knoeringen, der Aussichtslosigkeit eines solchen Widerstandes gewiss, nach Österreich. Die Gestapo verhaftete auf der Suche nach ihm seine Verlobte Juliane und drohte, sie erst freizulassen, wenn von Knoeringen sich freiwillig stelle. Sie trat in den Hungerstreik, wurde entlassen und floh ebenfalls nach Tirol. Ab 1933 war von Knoeringen Mitglied der Widerstandsgruppe Neu Beginnen. Knoeringen lebte von Vorträgen, die er größtenteils vor der SPÖ hielt; später in Frankreich eröffnete er ein Fotoatelier. Er gehörte während der Weimarer Republik der Republikschutzorganisation Reichsbanner Schwarz-Rot-Gold an.
Knoeringen musste nach dem Dollfuss-Putsch (Juli 1934) aus Österreich fliehen. Er floh in die Tschechoslowakei, wo er in Neuern (Nýrsko) ein Grenzsekretariat der Sopade und anschließend von Prag aus die Inlandsarbeit von Neu Beginnen leitete und die Widerstandsarbeit eines Netzwerkes von 13 Stützpunkten und Gruppen im bayerischen und österreichischen Raum koordinierte. Dort traf er Léon Blum, der an ihn und weitere anwesende Sozialdemokraten Einreisevisa nach Frankreich verteilte, wo er sich ab 1938 aufhielt. Bei Kriegsbeginn befand sich von Knoeringen schließlich in England. Von 1940 bis 1943 arbeitete er für das deutschsprachige Programm der BBC wie auch für den Sender der europäischen Revolution. Er verließ die BBC, da er nicht mehr auf eigene Verantwortung arbeiten durfte und die BBC vor der Ausstrahlung eine Einsicht in die Sendemanuskripte forderte.
Ende 1945 kehrte Knoeringen als Major der britischen Armee nach Deutschland zurück und wurde aufgrund seiner Emigration und der „Arbeit für den Feind“ teilweise heftig angefeindet. Knoeringen war von 1947 bis 1963 Landesvorsitzender der SPD in Bayern und 1958 bis 1962 einer der stellvertretenden Bundesvorsitzenden der SPD. 1946 bis 1970 war er Landtagsabgeordneter (bis 1958 als Fraktionsvorsitzender), von 1949 bis zum 3. April 1951 auch Mitglied des Bundestages. 
Zusammen mit Wilhelm Hoegner baute er ab 1948 die Georg-von-Vollmar-Schule (ab 1968: Georg-von-Vollmar-Akademie) auf, deren Vorsitzender er bis zu seinem Tode 1971 war. Sein Ziel war, durch politische Bildung und Schulung die Menschen dazu zu befähigen, sich aktiv für die soziale Demokratie einzusetzen, um so dem  bei vielen immer noch vorhandenen nationalsozialistischen Gedankengut entgegenzuwirken. In der Georg-von-Vollmar-Akademie organisierte von Knoeringen immer wieder Gesprächskreise von Wissenschaftlern, die teilweise große Distanz zum sozialdemokratischen Gedankengut hielten. Er war – für die damalige Zeit – undogmatisch und darum bemüht, für die SPD neue gesellschaftliche und politische Vorstellungen sowie neue Bevölkerungskreise zu erschließen. Auf der anderen Seite kritisierte er aber Hoegners stark föderalistische Haltung und forderte 1949, dass Schluss sein müsse mit dessen "blau-weißer Sozialdemokratie".
1954 erreichte von Knoeringen in Koalitionsverhandlungen mit Bayernpartei, FDP und GB/BHE die Bildung der sogenannten Viererkoalition unter Wilhelm Hoegner und damit die  Ablösung der CSU als Regierungspartei in Bayern.
In seiner Eröffnungsrede zum Bundesparteitag 1959 setzte der als rhetorisch begabt geltende Knoeringen sich für das zur Abstimmung stehende Godesberger Programm ein. An dessen Erarbeitung war er führend beteiligt. Durch sein Insistieren auf der Notwendigkeit theoretischer Grundlagen oder seinen Vorschlag der Basismobilisation im Wahlkampf nahm er in den frühen 1950ern viele Ideen vorweg, die sich in der SPD Jahre später durchsetzten. Er zählte zum Schattenkabinett von Willy Brandt für den Fall eines Wahlsieges bei der Bundestagswahl 1965.
Er wurde auf dem alten Teil des Waldfriedhofs in München beigesetzt.

## Rosenheimer Arbeiterbibliothek
Knoeringen eröffnete 1927 in Rosenheim eine Arbeiterbibliothek, deren Bücherbestand 1932 rund 2000 Bände umfasste. 1933 wurde sie von den Nationalsozialisten zwangsweise aufgelöst.

## Auszeichnungen
- 1956: Großes Bundesverdienstkreuz
- 1959: Bayerischer Verdienstorden
- 1970: Großes Bundesverdienstkreuz mit Stern
- Goldene Verfassungsmedaille des Freistaats Bayern
- Große Goldene Ehrenzeichen der Republik Österreich